# Grabowno Małe

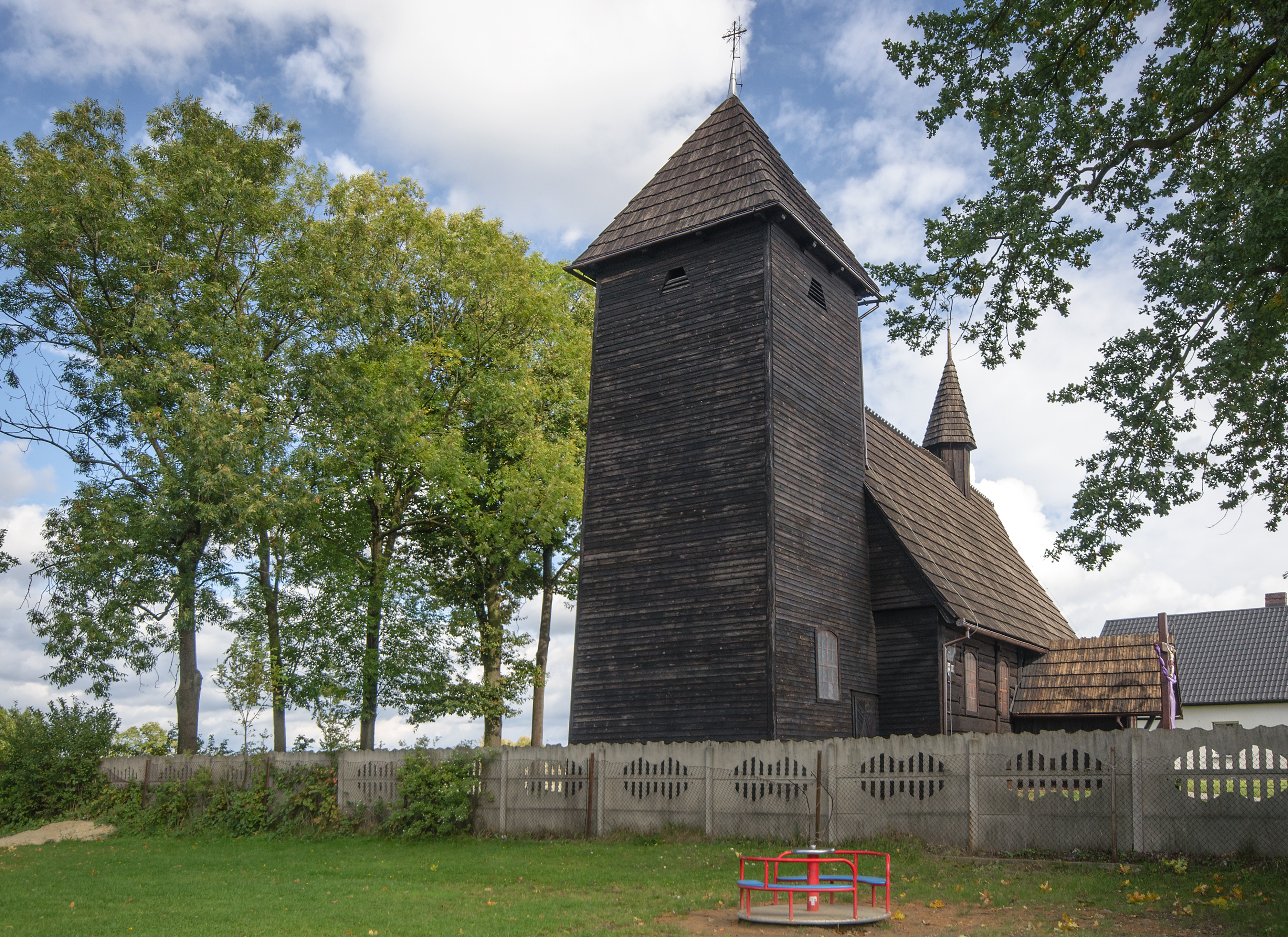
Kościół Podwyższenia Krzyża Świętego

Grabowno Małe – wieś w Polsce położona w województwie dolnośląskim, w powiecie oleśnickim, w gminie Twardogóra.

## Podział administracyjny
W latach 1975–1998 miejscowość administracyjnie należała do województwa wrocławskiego.

## Nazwa
W księdze łacińskiej Liber fundationis episcopatus Vratislaviensis (pol. Księga uposażeń biskupstwa wrocławskiego) spisanej za czasów biskupa Henryka z Wierzbna w latach 1295–1305 miejscowość wymieniona jest w zlatynizownej formie Grabowno novum.

## Zabytki
Do wojewódzkiego rejestru zabytków wpisane są:
- kościół filialny pw. Podwyższenia Krzyża Świętego; we wsi istniał kościół od 1500 r.; po jego zniszczeniu zbudowano w drugiej połowie XVIII w. obecny drewniany kościół pw. Podwyższenia Krzyża Świętego, z sygnaturką i dzwonnicą połączoną ze świątynią w jedną całość, przebudowany w XIX w.
- cmentarz kościelny.